# العلاقات القبرصية الكازاخستانية
العلاقات القبرصية الكازاخستانية هي العلاقات الثنائية التي تجمع بين قبرص وكازاخستان.

## مقارنة بين البلدين
هذه مقارنة عامة ومرجعية للدولتين:
| وجه المقارنة                                              | قبرص                                                                 | كازاخستان                      |
| --------------------------------------------------------- | -------------------------------------------------------------------- | ------------------------------ |
| المساحة (كم2)                                             | 9.24 ألف                                                             | 2.72 مليون                     |
| عدد السكان (نسمة)                                         | 1.14 مليون                                                           | 17.95 مليون                    |
| الكثافة السكانية (ن./كم²)                                 | 123.38                                                               | 6.6                            |
| العاصمة                                                   | نيقوسيا                                                              | نور سلطان                      |
| اللغة الرسمية                                             | اليونانية الحديثة، اللغة التركية، لغة يونانية                        | اللغة القازاقية، اللغة الروسية |
| العملة                                                    | يورو، جنيه قبرصي                                                     | تينغ كازاخستاني                |
| الناتج المحلي الإجمالي (بليون دولار)                      | 21.65 مليار                                                          | 159.41 مليار                   |
| الناتج المحلي الإجمالي (تعادل القوة الشرائية) بليون دولار | 26.73 مليار                                                          | 439.39 مليار                   |
| الناتج المحلي الإجمالي الاسمي للفرد دولار أمريكي          | 23.24 ألف                                                            | 10.51 ألف                      |
| الناتج المحلي الإجمالي للفرد دولار أمريكي                 | 30.24 ألف                                                            | 24.23 ألف                      |
| مؤشر التنمية البشرية                                      | 0.850                                                                | 0.788                          |
| رمز المكالمات الدولي                                      | +357                                                                 | +7                             |
| رمز الإنترنت                                              | .cy                                                                  | .kz، .қаз ‏                     |
| المنطقة الزمنية                                           | ت ع م+02:00، ت ع م+03:00، توقيت شرق أوروبا، توقيت شرق أوروبا الصيفي ‏ | ت ع م+05:00، ت ع م+06:00       |

## منظمات دولية مشتركة
يشترك البلدان في عضوية مجموعة من المنظمات الدولية، منها:
| علم المنظمة | اسم المنظمة                               | تاريخ انضمام قبرص | تاريخ انضمام كازاخستان |
| ----------- | ----------------------------------------- | ----------------- | ---------------------- |
|             | مؤسسة التنمية الدولية                     | 2 مارس 1962       | 23 يوليو 1992          |
|             | منظمة الأمن والتعاون في أوروبا            | 25 يونيو 1973     | 30 يناير 1992          |
|             | مؤسسة التمويل الدولية                     | 2 مارس 1962       | 30 سبتمبر 1993         |
|             | منظمة حظر الأسلحة الكيميائية              | ?                 | ?                      |
|             | الأمم المتحدة                             | 20 سبتمبر 1960    | 2 مارس 1992            |
|             | الاتحاد الدولي للاتصالات                  | 24 أبريل 1961     | 23 فبراير 1993         |
|             | منظمة الشرطة الجنائية الدولية             | ?                 | ?                      |
|             | البنك الدولي للإنشاء والتعمير             | 21 ديسمبر 1961    | 23 يوليو 1992          |
|             | الاتحاد البريدي العالمي                   | ?                 | ?                      |
|             | المركز الدولي لتسوية المنازعات الاستشارية | 25 ديسمبر 1966    | 21 أكتوبر 2000         |
|             | وكالة ضمان الاستثمار متعدد الأطراف        | 12 أبريل 1988     | 12 أغسطس 1993          |
|             | يونسكو                                    | 6 فبراير 1961     | 22 مايو 1992           |
|             | الفريق المعني برصد الأرض                  | ?                 | ?                      |
|             | مجموعة الموردين النوويين                  | ?                 | ?                      |

## وصلات خارجية
- موقع وزارة الخارجية القبرصية
- موقع وزارة الخارجية الكازاخستانية